# Collingwood Warriors
Il Collingwood Warriors è stata una squadra di calcio con sede a Melbourne, in Australia.

## Storia
Ha militato nella National Soccer League nella stagione 1996/1997. La squadra era stata fondata dal Collingwood Football Club (Football australiano) e dallo Heidelberg United, squadra della NSL.
La maglia di casa era a righe bianche e nere, con venature di giallo, pantaloncini neri e calzettoni neri. Il campo utilizzato era invece il Victoria Park. È stata allenata da Zoran Matic, che aveva già conquistato due campionati con l'Adelaide City, i Warriors hanno avuto un promettente inizio di stagione con la vittoria nella pre-season sui Marconi-Fairfield per 1-0.
Tuttavia, nonostante un buon inizio di stagione con 7 vittorie consecutive, i Collingwood crollaroni e la formazione finì al penultimo posto in campionato. Il team ha anche sofferto di diversi problemi finanziaria, e alla fine della stagione 1996/97, i Collingwood Warriors si sciolsero.

### Rosa 1996/1997
| N. |                      | Ruolo | Calciatore        |
| -- | -------------------- | ----- | ----------------- |
| 1  | Australia (bandiera) | P     | Dean Anastasiadis |
| 2  | Australia (bandiera) |       | Vlado Babic       |
| 3  | Australia (bandiera) | A     | Con Boutsianis    |
| 4  | Australia (bandiera) |       | Frank Catalano    |
| 5  | Australia (bandiera) |       | Enrico Cerracchio |
| 6  | Australia (bandiera) | C     | Alan Davidson     |
| 7  | Australia (bandiera) | D     | Paul Della Rocca  |
| 8  | Australia (bandiera) |       | Peter Di Iorio    |
| 9  | Australia (bandiera) |       | Dean Fak          |
| 10 | Australia (bandiera) |       | George Jolevski   |
| 11 | Australia (bandiera) |       | Frank Juric       |
| 12 | Australia (bandiera) |       | Dejan Kaplanovic  |
| 13 | Australia (bandiera) |       | Tom Karapatsos    |
| 14 | Australia (bandiera) |       | Terry Kearns      |

| N. |                      | Ruolo | Calciatore         |
| -- | -------------------- | ----- | ------------------ |
| 15 | Australia (bandiera) | C     | Goran Lozanovski   |
| 16 | Australia (bandiera) |       | Brian MacNicol     |
| 17 | Australia (bandiera) |       | Aleksandr Pryhodko |
| 18 | Australia (bandiera) |       | Alan Scott         |
| 19 | Australia (bandiera) |       | Mark Silic         |
| 20 | Australia (bandiera) |       | Kimon Taliadoros   |
| 21 | Australia (bandiera) | C     | Carlo Talladira    |
| 22 | Australia (bandiera) | C     | Ernie Tapai        |
| 23 | Australia (bandiera) |       | Leigh Tsoumerakas  |
| 24 | Australia (bandiera) |       | Andrew Vlahos      |
| 25 | Australia (bandiera) |       | Joe Vrkic          |
| 26 | Australia (bandiera) |       | John Waddell       |
| -  | Australia (bandiera) | Coach | Zoran Matic        |

## Trofei
- NSL Cup 1997